# Блискавиця

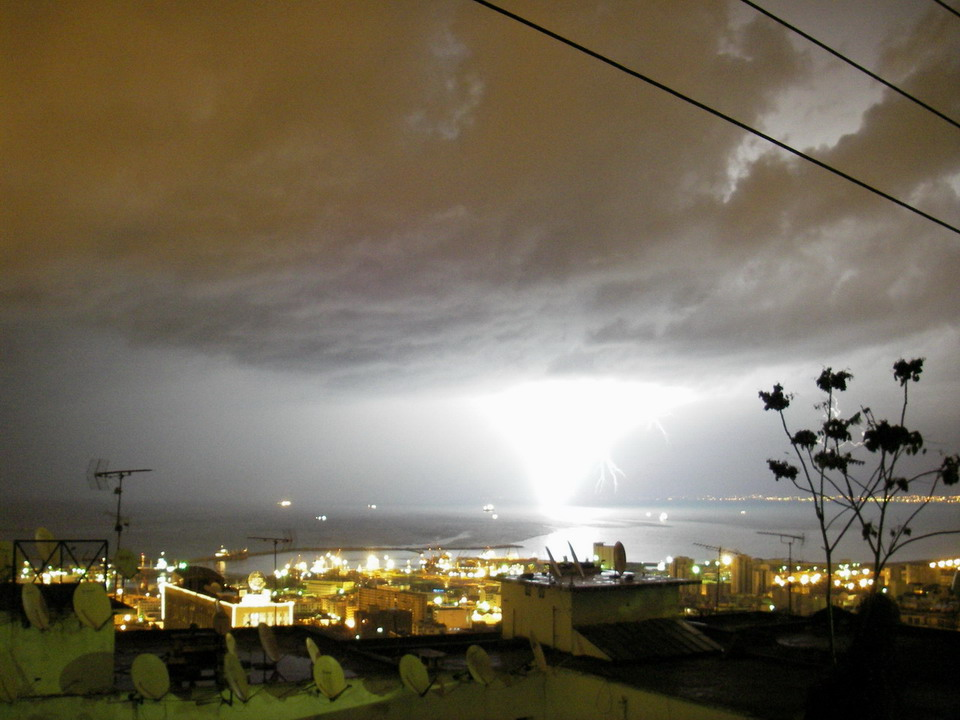
Блискавиця

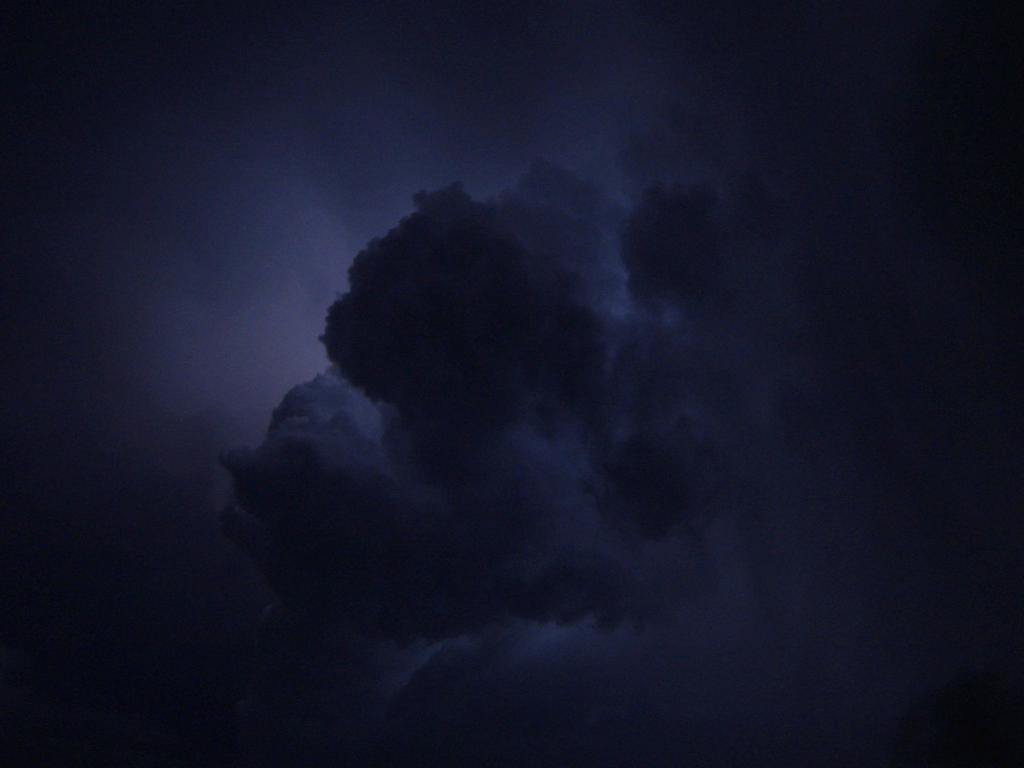
Блискавиця

Блискави́ця, іноді зірни́ця — світлові явища на горизонті при віддаленій грозі, коли не видно блискавки і не чути грому, але помітне освітлення блискавками хмар. Причиною є те, що блискавка відбувається досить далеко від спостерігача, щоб звук грому затих.
Вночі деколи можливо побачити спалахи з відстані до 150 кілометрів, але звук грому так далеко не поширюється. Залежно від напрямку руху фронтів, блискавиця може бути раннім попередженням про насування грози.
Блискавицю не слід плутати з електрично-спричиненим світінням шарів атмосфери на висоті мезосфери, що значно вище висоти формування грозових фронтів. Таке світіння, яке також видиме на далеких відстанях, є феноменом під назвою «спрайти».

## Причини

### Атмосфера та вигин поверхні
Вигин земної поверхні також є причиною того, що віддалені спостерігачі не чують звуку грому при блискавицях.
Крім того, поширення звуку (який є хвилею) в атмосфері залежить від характеристик повітря, наприклад температури та щільності. Оскільки ці характеристики змінюються з висотою, звук грому заломлюється у тропосфері та відбивається від поверхні Землі. Таке заломлення і відбиття призводить до того, що в окремих місцях грім не поширюється. Гуркотіння грому також частково викликано таким відбиттям.
Тропосфера значно частіше заломить частину світла, ніж звуку, зокрема при блискавицях — частину світла від блискавок далеких гроз, а хмари таких гроз можуть бути для спостерігача так низько над горизонтом, що їх не буде видно.

### Оптимальні умови
За оптимальних умов найсильніші грози можна побачити на відстані до 160 км над пласкою сушею або над водою, коли хмари освітлюються величезними блискавками. Однак, зазвичай максимальна відстань становить 50-80 км з огляду на топографію, дерева на горизонті, хмари на низькій чи середній висоті, та той факт, що місцева видимість як правило не перевищує 40 км. Змінність висоти верхівки грозового фронту також впливає — наприклад, для літніх гроз на середніх географічних висотах вона становить бл. 13,7 км, але за спостереженнями може коливатися від 10,7 км до рекордних 23,77 км.

### Тиха блискавка
Тихі блискавки відбуваються в місцях, де склад повітря придушує звуки, наприклад сильний снігопад зимової бурі (снігова гроза) та пил і пісок пилової бурі. За спостереженнями, існували випадки, коли сильний сніг загасив звук від блискавки для спостерігача на відстані всього 2-3 км, а у пилових бурях і менше.